# Cauliflower Alley Club
La Cauliflower Alley Club es una organización fraternal sin ánimo de lucro, que publica un boletín y una página web, y que incluye a luchadores retirados y en activo y a boxeadores de América del Norte.
Fundado en 1965 por Mike Mazurki y Art Abrams, la organización anima una reunión anual con luchadores tradicionales y celebridades. Algunas reuniones de la organización se han celebrado en localizaciones históricas de Hollywood, como el Masquer's Club, el Hotel Hollywood Roosevelt  y la Old Spaghetti Factory, así como el hotel y casino Riviera y el RMS Queen Mary.
La Reunión CAC del año 2015 tuvo lugar del 13 al 15 de abril, en Las Vegas, Nevada. Fue animada por el Gold Coast Casino and Hotel.

## Premios

### 2015
- The Iron Mike Award: Larry "The Axe" Hennig
- The Lou Thesz Lifetime Achievement Award: Gerald Brisco
- Tag Team Award (1st ever): Demolition
- Men’s Wrestling Award: "Grappler" Len Denton, Christopher Daniels, Sinn Bodhi, The Almighty Sheik, Diamond Dallas Page
- Women's Wrestling Award: "Glamazon" Beth Phoenix, Gail Kim, Lisa Marie Varon, Malia Hosaka
- Future Legend Award: Wesley Brisco
- Wrestling Family Award: The Romero Family
- Jason Sanderson Humanitarian Award: Diamond Dallas Page
- REEL Award: Terry Funk
- Manager's Award: "Mouth of the South" Jimmy Hart
- Posthumous Award: Bruiser Brody
- James C. Melby Historian Award: Dennis Brent

### 2014
- The Iron Mike Award: Terry Taylor
- The Lou Thesz Lifetime Achievement Award: Michael P.S. Hayes
- Trainer's Award (1st ever): Ron Hutchison
- Men’s Wrestling award: Dan “Short Sleeve” Sampson, Adam Pearce
- Men’s Wrestling (Retired) Award: Buddha Khan
- Ladies Wrestling Award: Melissa Anderson
- Ladies Wrestling (Retired) Award: Debi Pelletier
- Future Legend Award: Santana Garrett
- Jason Sanderson Humanitarian Award: Sean Dunster
- Red Bastien Friendship Award: John Arthur Lowe
- Golden Ear Award: Jesse Hernandez
- Special Recognition Award: Billy Blade

### 2013
- The Iron Mike Award:“Russian Bear” Ivan Koloff
- The Lou Thesz Award: Bill Moody
- Men's Wrestling (Retired) Award: Jake Roberts, Adam Copeland
- Men's Wrestling (Active) Award: Matt Riviera
- Women's Wrestling (Retired) Award: Molly Holly, Sandy Partlow
- James C. Melby Historian Award: George Schire
- Future Legend Award: Bobby Sharp
- Jason Sanderson Humanitarian Award: Lord Zoltan
- Golden Ear Award: David Cantu

### 2012
- The Iron Mike Award: Steve Austin
- The Art Abrams Lifetime Achievement Award: Wendi Richter
- The Lou Thesz Award: Ricky Steamboat
- Men's Wrestling (Retired) Award: Michelle Starr, Mike Webster
- Men's Wrestling (Active) Award: Bill DeMott
- Women's Wrestling (Retired) Award: Judy Martin, Lisa Moretti
- The Red Bastien Friendship Award: Brian Westcott
- Future Legend Award: Kyle Matthews
- Jason Sanderson Humanitarian Award: Al Burke
- REEL Award: Dan Haggerty Grizzly Adams
- Special Presentations: Announcers Award: Bill Kersten

### 2011
- The Iron Mike Award: Sgt. Slaughter
- The Art Abrams Lifetime Achievement Award: Mick Foley
- The Lou Thesz Award: Rick Martel
- Men's Wrestling (Retired) Award: Dan Kroffat, Alex Knight
- Men's Wrestling (Active) Award: The Honky Tonk Man
- Women's Wrestling (Retired) Award: Darling Dagmar, Rockin' Robin
- Women's Wrestling (Active) Award: Awesome Kong
- The Red Bastien Friendship Award: Darla Taylor Staggs
- Posthumous Award: Michel Martel
- Manager's Award: Bruno Lauer
- International Award: Pat Barrett
- Family Award: Tommy, Doug, and Eddie Gilbert
- The James C. Melby Historian Award: Tom Burke
- Future Legend Award: Kyle Sebastian

### 2010
- Art Abrams Award: Jim Ross
- Lou Thesz Award: Dan Severn
- Iron Mike Award: Ted DiBiase
- Women's Wrestling Award: Joyce Grable
- Men's Wrestling Award: Dean Higuchi, Rip Hawk, Roger Kirby
- REEL Award: Magic Schwarz
- International Award: Pat Barrett
- Red Bastien Friendship Award: Vince Fahey
- Posthumous Award: Lee Fields, George “Scrap Iron” Gadaski
- James C. Melby Award: Vance Nevada
- Future Legend Award: Oliver John
- Jason Sanderson Award: Yvonne Melcher
- Golden Ear Award: Tom Andrew
- Master of Ceremony: J.J. Dillon, Terry Funk

### 2009
- Master of Ceremonies for the 2009 CAC Banquet:J.J. Dillon
- Red Bastien Friendship Award: Shuhei Aoki
- Men's Wrestling: The Cormier Family, Art Crews, Akio Sato, Bill Sky
- Posthumous Award: George Gordienko, Eddie Sullivan
- Ladies Wrestling: Princess Jasmine, Luna Vachon
- Future Legend: Trevor Murdoch
- Art Abrams Lifetime Achievement Award: Reggie Parks
- Iron Mike Award: Nick Bockwinkel
- Lou Thesz Award: Bob Roop
- James C. Melby Historian Award: Stephen Yohe

Note that Bill Bowman and Princess Jasmine were honored in absentia due to severe health issues

### 2008
- Posthumous Award: Orville Brown
- Men's Wrestling: Haruka Eigen, Ronnie Garvin, The Wrestling Guerreros, Paul "Butcher" Vachon
- Iron Mike Award: Bret Hart
- Future Legend: Ricky Landell
- Ladies Wrestling: Betty Niccoli
- Art Abrams Lifetime Achievement Award: Pat Patterson
- Red Bastien Friendship Award: Joyce Paustian
- James C. Melby Historian Award: Scott Teal
- Lou Thesz Award: Steve Williams

### 2007
- Iron Mike Mazurki Award: Don Leo Jonathan
- Lou Thesz Award: Danny Hodge
- Art Abrams Lifetime Achievement Award: Bob Geigel
- Posthumous Award: Yukon Eric and Betty Joe Hawkins
- Future Legend Award: Takeshi Morishima
- Scholarship Award Winners: Frankie Buenafuente
- Reel Member Inductees: Rock Riddle

Other honorees included J.J. Dillon, Tito Carreón, Duke Myers, Bob Leonard, Cowboy Bob Kelly and Laura Martínez.

### 2006
- Iron Mike Mazurki Award: Harley Race
- Lou Thesz Award: Verne Gagne
- Art Abrams Lifetime Achievement Award: Eddie Sharkey
- Posthumous Award: Bobby Shane and Vivian Vachon
- Future Legend Award: Mariko Yoshida
- Gulf Coast/CAC Honorees: Karl Roach and Skandar Akbar
- Martial Arts Honorees: Mike Martelle

Other honorees included Killer Tim Brooks, Scott Casey, Mil Máscaras, Pepper Martin and Bill White.

### 2005
- Iron Mike Mazurki Award: Terry Funk
- Lou Thesz Award: Jack Brisco
- Art Abrams Lifetime Achievement Award: Les Thatcher
- Future Legend Award: Frankie Kazarian
- Gulf Coast/CAC Honorees: Exotic Adrián Street

Other honorees included Ernie Ladd, Kenny Jay, Danielle Colley, Paul Christy & Miss Bunny Love and Sir Oliver Humperdink.

### 2004
- Iron Mike Mazurki Award: Bobby "The Brain" Heenan
- Lou Thesz Award: Antonio Inoki
- Art Abrams Lifetime Achievement Award: Danny Hodge
- Posthumous Award: Wild Bull Curry
- Future Legend Award: "Cheerleader" Melissa Anderson
- Gulf Coast/CAC Honorees: Don Fargo

Other honorees included Bill Melby, Billy Darnell, Sandy Parker, "Playboy" Buddy Rose, Ed Wiskoski, Margaret Garcia, George Steele, Baron Von Raschke, Ann Casey, Percival Friend, Moondog Ed Moretti, Paul Jones, Lester Welch, Charlie Smith, Omar Atlas.

### 2003
- Iron Mike Mazurki Award: Maurice "Mad Dog" Vachon
- Art Abrams Lifetime Achievement Award: Angelo Savoldi
- Posthumous Award: Rhonda Singh
- Future Legend Award: Steve Fender
- Gulf Coast/CAC Honorees: Bob Roop

Otros honrados son Verne Bottoms, Bill Moody, Percival Pringle III, Tom Andrews, Buddy Colt, Buddy Roberts, Tito Montez, Bruce Swayze, Moose Morowski, Don Leo Jonathan.

### 2002
- Iron Mike Mazurki Award: Walter "Killer" Kowalski
- Art Abrams Lifetime Achievement Award: Mike Chapman
- Posthumous Award: Nell Stewart and Hercules Cortez
- Future Legend Award: Chris Benoit
- Scholarship Award Winners: Nick Ackerman
- Gulf Coast/CAC Honorees: The Fields Brothers
- Reel Member Inductees: Alan Koss
- Martial Arts Honorees: Juan Hernandez

Otros honrados son Ox Baker, B. Brian Blair, Judy Grable, Maria DeLeon, Mr. Wrestling, Jimmy Valiant, Fray Tormenta.

### 2001
- Iron Mike Mazurki Award: Stu Hart
- Art Abrams Lifetime Achievement Award: Ted Lewin
- Future Legend Award: Donovan Morgan
- Gulf Coast/CAC Honorees: Corsica Joe and Sarah Lee
- Reel Member Inductees: Roddy Piper, Mimi Lesseos and Don Stroud
- Martial Arts Honorees: Gokor Chivichyan
- Boxing Honorees: Richard Sandoval, Cornelius Boza Edwards, Jose Flores and Paul Banke

Other honorees included Rita Cortez, George Scott, Reggie Parks, Norman Frederick Charles III, Kay Noble, Marie & Ann LaVerne, Pampero Firpo, Bill Watts and Jack Laskin.

### 2000
- Iron Mike Mazurki Award: Ray "Thunder" Stern
- Art Abrams Lifetime Achievement Award: Fr. Bill Olivas
- Future Legend Award: Kurt Angle
- Gulf Coast/CAC Honorees: Sputnik Monroe
- Reel Member Inductees: Stan Shaw, Tommy "Butch" Bond, Joe Don Baker, Joe Roselius, Marion Ross and Robert Forster.
- Boxing Honorees: Gene Fullmer, Eddie Futch, Willie Bean, Maurice "Dub" Harris, Andy Price and Russell G. Rodriguez

Other honorees included Gene Stanlee, The Crusher, Titi Paris, Ethel Brown, Billy Andersen, Natasha the Hatchet Lady, Beverly Shade, Stan Kowalski, Stan Pulaski and Fritz Von Goering.

### 1999
- Iron Mike Mazurki Award: Jesse "The Body" Ventura
- Art Abrams Lifetime Achievement Award: Dan Gable

Other honorees included Ken Patera, Jack Donovan and Bob Geigel.

### 1998
- Iron Mike Mazurki Award: Lou Thesz
- Art Abrams Lifetime Achievement Award: William Papas
- Scholarship Award Winners: Billy Pappas

Other honorees included Danny Hodge, Fred Blassie, Dory Funk, Jr. and Dan Severn

### 1997
- Iron Mike Mazurki Award: Tom Drake
- Art Abrams Lifetime Achievement Award: Penny Banner
- Reel Member Inductees: Elliott Gould, Tommy Sands and Terry Moore
- Boxing Honorees: Don Fraser, Lou Filippo and Robert Salazar

Other honorees included:
- Elizabeth, New Jersey (October 11): Sika Anoa'i, Ted Lewin, Donn Lewin, The Fabulous Moolah, Jimmy Valiant, Jim Cornette, Diamond Lil, The Destroyer, The Dudley Boyz, Devon Storm and Georgiann Makropoulos.
- Studio City, California (March 15): Tony Borne, Don Curtis, Tom Drake, Don Manoukian, Steve Rickard and Jim White.

### 1996
- Iron Mike Mazurki Award: Dick Beyer
- Scholarship Award Winners: Gordy Morgan and Marty Morgan
- Reel Member Inductees: Lawrence Tierney, Fred Williamson, Denver Pyle, Beverly Garland, Norm Crosby and John T. Smith.
- Boxing Honorees: Chuck Wepner

Otros honrados son:
- Tampa, Florida (26 de octubre): Angelo Poffo, Bonnie Watson, Judy Glover, Jack & Jerry Brisco, Carl Engstrom, Wahoo McDaniel, Gordon Solie and Molly McShane.

- Elizabeth, New Jersey (5 de octubre): Vince McMahon, Vince McMahon, Sr., Jimmy Snuka and Tammy Lynn Sytch.

- Studio City, California (16 de marzo): Stan Hansen, Nelson Royal, Art Michalik, Stan Stasiak, Larry Zbyszko, Angelo Mosca, Seiji Sakaguchi, Masami Yoshida, Chigusa Nagayo, Bobby Heenan, Baron Von Raschke and Antonio Inoki.

### 1995
- Iron Mike Mazurki Award: Gene LeBell
- Reel Member Inductees: Binnie Barnes, Marie Windsor, Jan Merlin and John Saxton
- Martial Arts Honorees: Benny Urquidez and Mimi Lessos
- Boxing Honorees: Gabriel Ruelas and Rafael Ruelas

Other honorees included:
- Elizabeth, New Jersey (30 de septiembre): Angelo Savoldi, Capt. Lou Albano, Abe Coleman, Gloria Barratini, Millie Stafford, Pat Patterson, Johnny Rodz, The Public Enemy.

- Studio City, California (8 de marzo): Tiger Conway, Sr., Leo Garibaldi, Sue Sexton, Dave Levin, Ray Stevens, The Sheik, Buddy Lee.

### 1994
- Iron Mike Mazurki Award: Vic Christy
- Reel Member Inductees: Harry Carey, Jr.
- Boxing Honorees: Lou Bogash, Joe Graziano, Lou Couture, Jocko V. Ananian, Micky Finn, Tom McNeely, Harol Gomes, Willie Pep, Carmen Basilio and Vincent Pazienza

Other honorees included:
- Springfield, Massachusetts (October 1): Gorilla Monsoon, Pedro Morales, Brittany Brown, Candi Devine, Arnold Skaaland, Jackie Nichols, Karl Von Hess, Ilio DiPaolo and Kitty Adams.

- Studio City, California (March 19): Dick Hutton, Billy Robinson, Stuart McCullum, Al Costello, Peggy Allen, Sherri Martel, Ed Francis and Sue Green.

### 1993
- Iron Mike Mazurki Award: Hard Boiled Haggerty
- Scholarship Award Winners: Nick Cline and Mike Bresnan
- Reel Member Inductees: John Agar, Guy Madison, John Phillip Law and Will Hutchins.
- Boxing Honorees: Genaro (Chicanito) Hernandez, Zacky Padilla, Oscar De La Hoya, Mike Witowich, Chuck Bodak, Jerry Moore, Petey Servin and Jerry Quarry

Other honorees included Verne Gagne, "Cowboy" Bob Ellis, Kinji Shibuya, Wendi Richter, Barbi Dahl and Peggy Patterson.

### 1992
- Iron Mike Mazurki Award: Woody Strode
- Reel Member Inductees: Woody Strode
- Boxing Honorees: Clarence Henry, Fabela Chavez, Jimmy Roybal, Jimmy Casino and Dave Maier

Other honorees included Maurice Vachon, Hard Boiled Haggerty, Rey Urbano, Johnny James, Gene Kiniski, Pepper Gomez, Penny Banner, Debbie Combs, Belle Starr, Donna Christantello and Diamond Lil.

## Otras lecturas
- "Cauliflower Alley Club Lends an Ear to Boxers, Wrestlers". Los Angeles Times.
- "Cauliflower Alley Club: 'Gentle and Warm People'". The Argus-Press.
- Historical Dictionary of Wrestling. p. 65.
- Blassie, Fred and Keith Elliot Greenberg. "Classy" Freddie Blassie: Listen, You Pencil Neck Geeks. New York: Simon and Schuster, 2003. ISBN 0-7434-6316-1
- Funk, Terry and Scott E. Williams. Terry Funk: The Hardcore Legend. Champaign, Illinois: Sports Publishing LLC, 2005. ISBN 1-58261-991-3
- LeBelle, Gene. Gene Lebell's Grappling World: The Encyclopedia of Finishing Holds. Champaign, Illinois: Sports Publishing LLC, 2005. ISBN 0-9676543-1-9
- Loeffler, Carl E. and Darlene Tong. Performance Anthology: Source Book of California Performance Art. San Francisco: Last Gasp Press, 1989. ISBN 0-86719-366-2
- Meltzer, Dave. Tributes II: Remembering the World's Greatest Wrestlers. Champaign, Illinois: Sports Publishing LLC, 2004. ISBN 1-58261-817-8